# Surkumar Singh
Irrumgbam Surkumar Singh (Imphal, 21 marzo 1983) è un calciatore indiano, difensore dello United Sikkim.

## Caratteristiche tecniche
Gioca come terzino destro.

## Carriera

### Club
Comincia a giocare al Tata. Nel 2000 si trasferisce all'East Bengal. Nel 2001 passa al Mahindra United. Nel 2003 passa dal Mahindra United all'East Bengal. L'anno successivo fa il percorso inverso. Nel 2007 torna all'East Bengal. Nel 2009 si trasferisce al Mohun Bagan. Nel 2012 passa al Mumbai Tigers. Nel 2014 viene acquistato dallo United Sikkim.

### Nazionale
Ha debuttato in Nazionale nel 2001. Ha messo a segno la sua prima rete con la maglia della Nazionale il 14 agosto 2005, nell'amichevole Figi-India (2-1), in cui ha siglato la rete del momentaneo 0-1. Ha partecipato, con la Nazionale, alla Coppa d'Asia 2011. Ha collezionato in totale, con la maglia della nazionale, 52 presenze e due reti.

## Palmarès

### Club

#### Competizioni nazionali
- I-League: 3

East Bengal: 2000-2001, 2003-2004
Mahindra United: 2005-2006
- Federation Cup: 4

Mahindra United: 2003, 2005
East Bengal: 2007, 2009